# Ptolomeo (rey de Tebas)
En la mitología griega, Ptolomeo (Πτολεμαῖος) es un rey de Tebas, hijo de Damasictón y padre de Janto. Jerónimo de Estridón no da una fecha para el reinado de Ptolomeo, pero según sus cálculos, su hijo Janto murió en el 1129 a. C.
| Predecesor: Damasictón | Reyes de Tebas | Sucesor: Janto |